# 薊野駅
薊野駅（あぞうのえき）は、高知県高知市薊野中町にある、四国旅客鉄道（JR四国）土讃線の駅である。駅番号はD44。
後免駅から乗り入れる土佐くろしお鉄道ごめん・なはり線の列車も停車する。普通列車の朝の上り1本は当駅を通過する。

## 歴史
- 1952年（昭和27年）4月15日：日本国有鉄道の駅として開業[2]。
- 1987年（昭和62年）4月1日：国鉄分割民営化によりJR四国の駅となる[3]。
- 2001年（平成13年）2月27日：土佐一宮駅寄りに100m移転し、1面1線から相対式2面2線となる[4][5]。

## 駅構造
かつてはホーム1本の交換不能駅で国鉄時代からJR初期にかけてはホームは1両分しかなく普通列車でも通過していたが、やがてホームの嵩上げと4両分への延長が施されほとんどの普通列車が停車するようになった。
その後JR高知駅高架事業に伴い高知運転所が布師田駅へ移転したことに伴い、車両基地と高知駅間の回送列車が増えるため、元の位置より東方向（高松方面）へ移動し交換設備を備えた相対式ホーム2面2線を持つ地上駅となった。
駅舎はなく、直接ホームに入る形となる。入口は2番ホーム側にのみあり、1番ホームへは跨線橋を渡る必要がある。ただ1番ホームの高知寄りにも、入口を作れる構造になってはいる。また、入口付近の小屋の中に自動券売機があり、近距離の乗車券を発売している。また、駅前には駐輪スペースもある。トイレは設置されていない。

### のりば
| のりば | 路線    | 方向 | 行先                   | 備考                            |
| ------ | ------- | ---- | ---------------------- | ------------------------------- |
| 1・2   | ■土讃線 | 下り | 高知・須崎方面         |                                 |
| 1・2   | ■土讃線 | 上り | 土佐山田・阿波池田方面 | 一部列車は■ごめん・なはり線直通 |

付記事項
- 線路から見て南側が1番線、北側が2番線となっている。2番線側を本線とした一線スルーの駅で、ホームによる行き先の区別はない。
- 原則として2番のりばが使用されており、1番のりばは対向列車がある場合に使用する。

## 駅周辺
駅入口から出てすぐ北側が高知県道249号後免中島高知線となっている。周囲は住宅が多い。
- 板垣山 - 板垣退助先祖代々墓所
- 掛川神社 - 土佐藩時代は東照宮
- 高知自動車道高知IC
- 高知ぽかぽか温泉
- 沢田マンション
- とさでん交通「薊野」停留所
- エーマックス一宮店
- サニーマートあぞの店
- 高知市立一宮中学校

## その他
- 高知運転所がこの駅から先（土佐一宮駅の東方）に設置されている関係で、高知駅に出入りするなどの回送列車の通過が多い。中には、回送列車同士の交換のために運転停車が行われることもある。
- 神奈川県にある「あざみ野駅」の東急田園都市線ホームの駅名標に、2009年ごろ中国語（簡体字）表記が追加されたが、この中国語による表記は当駅と同じものとなっている。

## 隣の駅
四国旅客鉄道（JR四国）
■土讃線 
■普通（一部列車は通過）
土佐一宮駅 (D43) - 薊野駅 (D44) - 高知駅 (D45, K00)